# Mémorial José María Anza
Le Mémorial José María Anza est une course cycliste espagnole disputée à Tolosa (Guipuscoa), dans la communauté autonome du Pays basque. Cette épreuve fait partie du calendrier du Torneo Euskaldun. 

## Palmarès depuis 1998
| Année | Vainqueur                | Deuxième             | Troisième           |
| ----- | ------------------------ | -------------------- | ------------------- |
| 1998  | Igor Miner               | Mikel Artetxe        | Igor Astarloa       |
| 1999  | Unai Yus                 | Óscar García Lago    | José Manuel Maestre |
| 2000  | Jon Agirrebeitia         | Gorka González       | Óscar García Lago   |
| 2001  | Unai Elorriaga           | Iker Camaño          | Lander Euba         |
| 2002  | Aritz Arruti             | Unai Elorriaga       | David López García  |
| 2003  | Juan José Oroz           | Ion del Río          | Xabat Otxotorena    |
| 2004  | David Pérez Íñiguez      | Gustavo Toledo       | Xabat Otxotorena    |
| 2005  | Andoni Lafuente          | Gorka Ruiz de Gordoa | Iban González       |
| 2006  | Gorka Ruiz de Gordoa     | Fabricio Ferrari     | Natanael Ayllón     |
| 2007  | Fabricio Ferrari         | Higinio Fernández    | Delio Fernández     |
| 2008  | Andoni Blázquez          | Mikel Filgueira      | Garikoitz Bravo     |
| 2009  | Mikel Filgueira          | Fabricio Ferrari     | Adrián Sáez         |
| 2010  | Damien Branaa            | Javier Iriarte       | Alexander Ryabkin   |
| 2011  | Mikel Elorza             | Julen Mitxelena      | Jon Ander Insausti  |
| 2012, | Beñat Txoperena          | Jon Ander Insausti   | Unai Intziarte      |
| 2013  | Antonio Angulo           | Loïc Chetout         | Jonathan Lastra     |
| 2014  | Eneko Lizarralde         | Arnau Solé           | Alain González      |
| 2015  | Héctor Carretero         | Jaime Rosón          | Iker Azkarate       |
| 2016  | Mauricio Moreira         | Morne van Niekerk    | Julián Barrientos   |
| 2017  | José Antonio García      | Jon Madariaga        | Mauricio Moreira    |
| 2018  | Iker Ballarin            | Mikel Paredes        | Raúl Rota           |
| 2019  | Carlos Ruiz              | Unai Iribar          | Jon Agirre          |
| 2020  | annulé                   | annulé               | annulé              |
| 2021  | Charles-Étienne Chrétien | Asier Etxeberria     | Santiago Mesa       |
| 2022  | Joseba López             | Iñaki Díaz           | Andrew Vollmer      |
| 2023  | Iñaki Murua              | Ailetz Lasa          | Imanol Álvarez      |
| 2024  | Álex Díaz                | Pablo Carrascosa     | Ander Ganzabal      |